# Mångtjärnarna (Voxna socken, Hälsingland, 679734-148976)
Mångtjärnarna är en sjö i Ovanåkers kommun i Hälsingland och ingår i Ljusnans huvudavrinningsområde.